# Amerícium(III)-klorid
Az Amerícium(III)-klorid vagy amerícium-triklorid szervetlen vegyület, képlete AmCl3. Rózsaszín hexagonális kristályokat képez. Szilárdan az egyes ameríciumatomokat kilenc klóratom veszi körül körülbelül egyforma távolságra, trigonális prizma konfigurációban. Benne az amerícium oxidációs száma 3.
Hexahidrátjának (AmCl3·6 H2O) a kristályszerkezete monoklin, rácsállandók: a = 970,2 pm, b = 656,7 pm és c = 800,9 pm; β = 93° 37'; tércsoport: P2/n.

## Reakciói
Vizsgálták, hogy elektrolízissel elválasztják a többi aktinoida-kloridtól, mivel azoktól eltérő a standard képződési szabadentalpiája. Olvadt NaCl-ben ameríciummal amerícium(II)-kloriddá redukálható, így az amerícium a plutóniumtól elválasztható.

## Tulajdonságai
Kristályszerkezete izotip az urán(III)-kloridéval. Rácsállandói a = 738 pm és c = 421 pm. Radioaktív.

## Fordítás
Ez a szócikk részben vagy egészben  az   Americium(III) chloride című angol Wikipédia-szócikk fordításán alapul.  Az eredeti cikk szerkesztőit annak laptörténete sorolja fel. Ez a jelzés csupán a megfogalmazás eredetét és a szerzői jogokat jelzi, nem szolgál a cikkben szereplő információk forrásmegjelöléseként.
Ez a szócikk részben vagy egészben  az   Americium(III)-chlorid című német Wikipédia-szócikk fordításán alapul.  Az eredeti cikk szerkesztőit annak laptörténete sorolja fel. Ez a jelzés csupán a megfogalmazás eredetét és a szerzői jogokat jelzi, nem szolgál a cikkben szereplő információk forrásmegjelöléseként.